# Фторид родия(VI)
Фторид родия(VI) — неорганическое соединение, 
соль металла родия и плавиковой кислоты 
с формулой RhF6,
чёрные кристаллы.

## Получение
- Действие фтора на нагретый родий:

{\displaystyle {\mathsf {Rh+3F_{2}\ {\xrightarrow {500-600^{o}C}}\ RhF_{6}}}}

## Физические свойства
Фторид родия(VI) образует неустойчивые чёрные кристаллы
кубической сингонии,

параметры ячейки a = 0,613 нм, Z = 2.
По другим данным образует кристаллы
ромбической сингонии,
пространственная группа P nma,
параметры ячейки a = 0,9323 нм, b = 0,8474 нм, c = 0,4910 нм, Z = 4
.

## Химические свойства
- Является сильным окислителем, в присутствии паров воды окисляет газообразный хлор:

{\displaystyle {\mathsf {2RhF_{6}+3Cl_{2}\ {\xrightarrow {H_{2}O}}\ 2RhF_{3}+6ClF}}}
- Разлагается при нагревании с образованием пентафторида родия:

{\displaystyle {\mathsf {2RhF_{6}\ \xrightarrow {T} \ 2RhF_{5}+F_{2}}}}